# Alcaldía del Municipio Rangel (Estado Mérida)

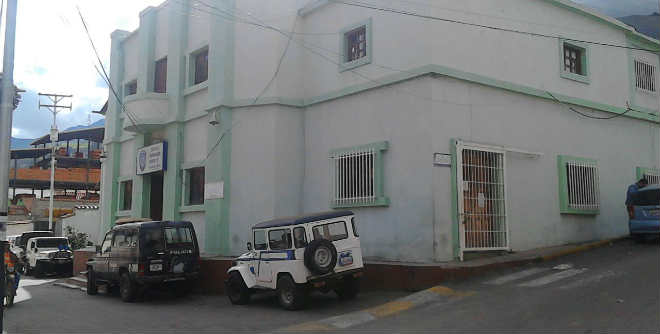

La Alcaldía del Municipio Rangel del Estado Mérida es un ente u organismo descentralizado e independiente del Estado Venezolano, que fiscaliza, controla y regula las diferentes disposiciones y actividades destinadas a los ciudadanos y ciudadanas de la población del Municipio Rangel. Su actual Alcalde es el TSU Jose Rene barrios Zerpa  electo en diciembre del año 2017 por el partido Psuv y Gran Polo Patriótico  como máxima autoridad del Municipio y administrador de todos los recursos pertenecientes a la Municipalidad, con el apoyo de sus diferentes direcciones e institutos Autónomos.
La Alcaldía se encuentra en la Población de Mucuchíes, Diagonal al Colegio Cardenal Quintero, Avenida Bolívar Edificio Municipal, Mérida-Venezuela y funciona como dependencia publica desde el año 1949.